# Calligrapha
Calligrapha är ett släkte av skalbaggar. Calligrapha ingår i familjen bladbaggar.

## Bildgalleri

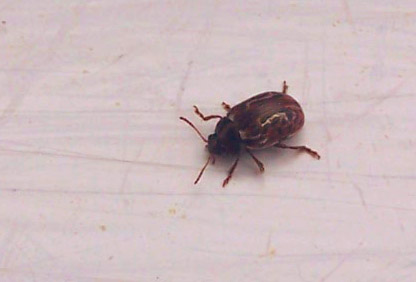
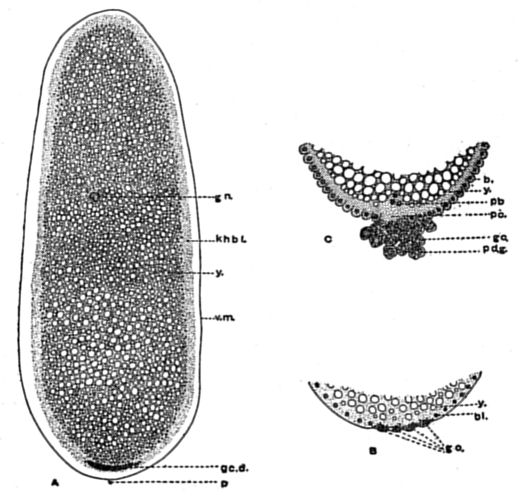

## Dottertaxa tillCalligrapha, i alfabetisk ordning[1]
- Calligrapha alni
- Calligrapha alnicola
- Calligrapha amator
- Calligrapha amelia
- Calligrapha androwi
- Calligrapha apicalis
- Calligrapha bidenticola
- Calligrapha californica
- Calligrapha cephalanti
- Calligrapha confluens
- Calligrapha dislocata
- Calligrapha dolosa
- Calligrapha floridana
- Calligrapha fulvipes
- Calligrapha ignota
- Calligrapha incisa
- Calligrapha knabi
- Calligrapha lunata
- Calligrapha multiguttata
- Calligrapha multipunctata
- Calligrapha ostryae
- Calligrapha philadelphica
- Calligrapha pnirsa
- Calligrapha praecelsis
- Calligrapha pruni
- Calligrapha rhoda
- Calligrapha rowena
- Calligrapha scalaris
- Calligrapha serpentina
- Calligrapha sigmoidea
- Calligrapha spiraeae
- Calligrapha sylvia
- Calligrapha tiliae
- Calligrapha verrucosa
- Calligrapha vicina
- Calligrapha wickhami
- Calligrapha virginea